# As Duas Irenes
As Duas Irenes é um filme de drama brasileiro de 2017, dirigido e escrito por Fabio Meira. A obra cinematográfica foi apresentada pela primeira no Festival Internacional de Cinema de Berlim em 12 de fevereiro de 2017 e, em seguida, estreou no país de origem em 14 de setembro do mesmo ano. Além destas exibições, o filme foi apresentado no Festival Internacional de Cinema da Flandres-Gante e no Festival Internacional de Cinema de Palm Springs.
Ambientada na cidade de Goiás e em Pirenópolis, a história protagonizada por Priscila Bittencourt e Isabela Torres segue duas adolescentes meio-irmãs que se aproximam. No Festival de Gramado, a obra do cineasta goiano foi indicada a diversas categorias, vencendo melhor ator coadjuvante para Marco Ricca, melhor roteiro para Fabio Meira e melhor direção de arte para Fernanda Carlucci.

## Elenco
- Priscila Bittencourt como Irene de Mirinha
- Isabela Torres como Irene de Neuza[7]
- Susana Ribeiro como Mirinha
- Inês Peixoto como Neuza
- Marco Ricca como Tonica
- Teuda Bara como Madalena
- Marcela Moura como Doroti
- Ana Reston como Cora
- Maju Souza como Solange

## Sinopse
Irene, 13 anos, descobre que o pai tem uma segunda família e outra filha de sua mesma idade, também chamada Irene. Sem que ninguém saiba, ela se arrisca para conhecer a menina e acaba descobrindo uma Irene completamente diferente dela.

## Prêmios e indicações
| Ano  | Prêmio/Festival                                 | Categoria                                  | Resultado |
| ---- | ----------------------------------------------- | ------------------------------------------ | --------- |
| 2017 | Festival de Gramado                             | Melhor ator coadjuvante (Marco Ricca)      | Venceu    |
| 2017 | Festival de Gramado                             | Melhor roteiro (Fabio Meira)               | Venceu    |
| 2017 | Festival de Gramado                             | Melhor direção de arte (Fernanda Carlucci) | Venceu    |
| 2017 | Festival de Gramado                             | Prêmio da Crítica                          | Venceu    |
| 2017 | Festival Internacional de Cinema de Berlim      | Melhor filme de estreia                    | Indicado  |
| 2017 | Festival Internacional de Cinema de Berlim      | Urso de Cristal                            | Indicado  |
| 2017 | Festival Internacional de Cinema de Guadalajara | Melhor filme de estreia                    | Venceu    |
| 2017 | Festival Internacional de Cinema de Guadalajara | Melhor fotografia (Daniela Cajías)         | Venceu    |
| 2017 | Festival Internacional de Cinema de Guadalajara | Opera Prima                                | Venceu    |
| 2017 | Festival Ícaro de Cinema                        | Melhor filme internacional de ficção       | Venceu    |
| 2017 | Festival de Cinema de Milão                     | Melhor filme                               | Venceu    |
| 2017 | Festival de Cinema de Milão                     | Competição Internacional                   | Indicado  |
| 2017 | Prêmio Ibero-Americano de Cinema Fênix          | Melhor direção de arte (Fernanda Carlucci) | Indicado  |
| 2017 | Prêmio Ibero-Americano de Cinema Fênix          | Melhor figurino (Anne Cerutti)             | Indicado  |
| 2017 | Festival Internacional de Cinema de Seattle     | Competição Ibero-Americana                 | Indicado  |
| 2017 | Semana Internacional de Cine de Valladolid      | Melhor filme                               | Venceu    |
| 2018 | Grande Prêmio do Cinema Brasileiro              | Melhor roteiro original (Fabio Meira)      | Indicado  |
| 2018 | Prêmio Guarani de Cinema Brasileiro             | Filme do ano                               | Indicado  |
| 2018 | Prêmio Guarani de Cinema Brasileiro             | Melhor diretor (Fabio Meira)               | Indicado  |
| 2018 | Prêmio Guarani de Cinema Brasileiro             | Melhor ator coadjuvante (Marco Ricca)      | Venceu    |
| 2018 | Prêmio Guarani de Cinema Brasileiro             | Revelação do ano (Isabela Torres)          | Indicado  |
| 2018 | Prêmio Guarani de Cinema Brasileiro             | Revelação do ano (Priscila Bittencourt)    | Indicado  |
| 2018 | Prêmio Guarani de Cinema Brasileiro             | Melhor elenco (Carolina Sganzerla)         | Indicado  |
| 2018 | Prêmio Guarani de Cinema Brasileiro             | Melhor roteiro original (Fabio Meira)      | Venceu    |